# کارکس شلدونی
کارکس شلدونی (نام علمی: Carex sheldonii) نام یک گونه از سرده جگن است.